# Morpho hebe
Morpho hebe är en fjärilsart som beskrevs av John Obadiah Westwood 1851. Morpho hebe ingår i släktet Morpho och familjen praktfjärilar. Inga underarter finns listade i Catalogue of Life.